# 科扎齊克 (茲韋尼戈羅德卡區)
49°5′59″N 31°8′42″E / 49.09972°N 31.14500°E
科扎茨凱（烏克蘭語：Козацьке）是位於烏克蘭中部的村莊，由切爾卡瑟州茲韋尼霍羅德卡區的茲韋尼霍羅德卡市鎮負責管轄。該村始建於十八世紀，面積6.28平方公里，海拔高度176米，2007年人口1,569，人口密度每平方公里298人。